# Saint-Romain-d’Urfé
Saint-Romain-d’Urfé – miejscowość i gmina we Francji, w regionie Owernia-Rodan-Alpy, w departamencie Loara.
Według danych na rok 1990 gminę zamieszkiwały 303 osoby, a gęstość zaludnienia wynosiła 20 osób/km² (wśród 2880 gmin regionu Rodan-Alpy Saint-Romain-d’Urfé plasuje się na 1326. miejscu pod względem liczby ludności, natomiast pod względem powierzchni na miejscu 762.).